# IV wojna angielsko-holenderska
IV wojna angielsko-holenderska (1781–1784) – konflikt pomiędzy Wielką Brytanią a Republiką Zjednoczonych Prowincji. Wojna, motywowana imperialną rywalizacją, była katastrofą dla Niderlandów, które w wyniku przegranej mocno uzależniły swą politykę zagraniczną od polityki pruskiej.
IV wojna angielsko-holenderska była częścią amerykańskiej wojny o niepodległość.

## Przyczyny
Pod koniec XVIII wieku sytuacja wewnętrzna w Niderlandach stawała się coraz bardziej niestabilna. Ścierały się grupy Oranżystów, lojalnych wobec monarchii, chcących wyegzekwować więcej władzy dla stadhoudera Wilhelma V Orańskiego z Patriotami, którzy pod wpływem idei oświeceniowych walczyli o demokratyzację rządów. Rząd próbował przytłumić konflikty wewnętrzne poprzez zjednoczenie narodu przeciwko wspólnemu wrogowi. Oba kraje zachowywały przyjazne stosunki od Chwalebnej Rewolucji 1688, jednak Niderlandy z czasem stawały się coraz słabszym partnerem tej unii i powoli traciły swą do tej pory dominującą pozycję na morzach i oceanach świata na korzyść Wielkiej Brytanii. To rodziło urazę do Brytyjczyków w społeczeństwie holenderskim. Stronnictwo Patriotów, reprezentujące silne tendencje profrancuskie również opowiadało się przeciwko Wielkiej Brytanii.

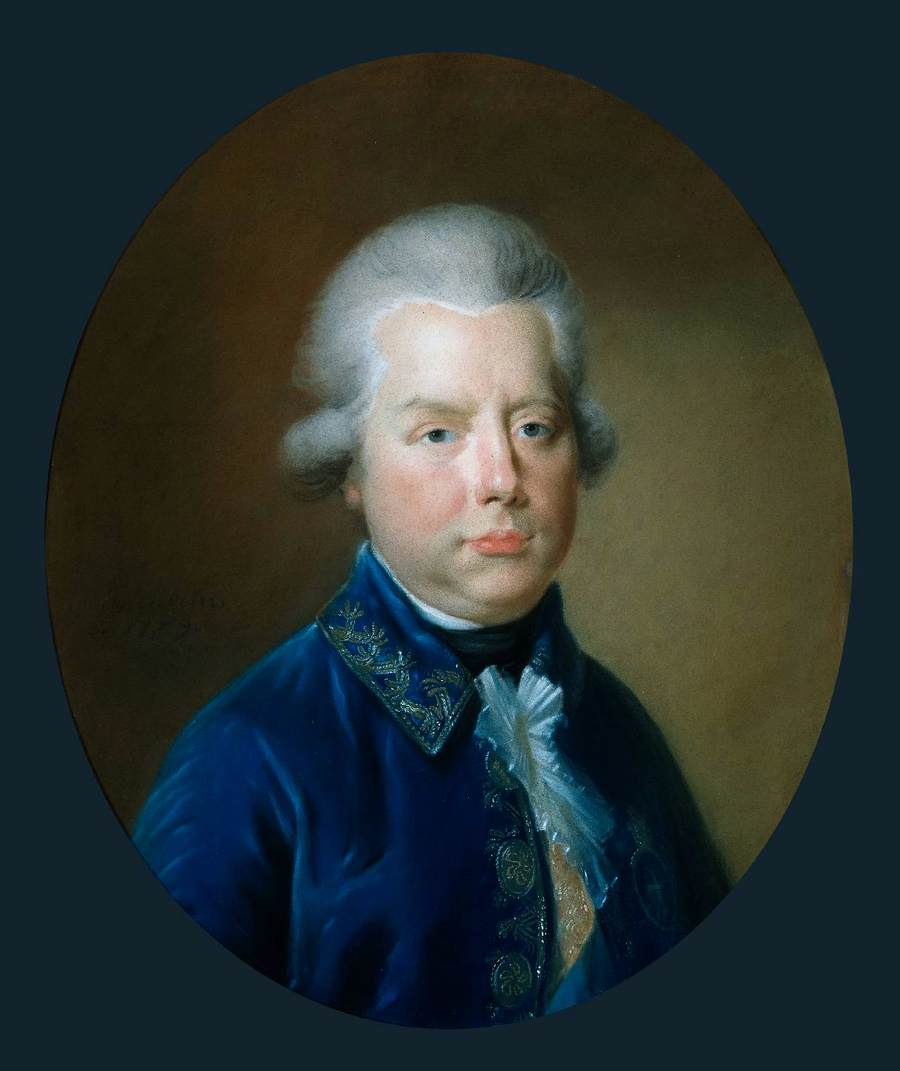
Wilhelm V Orański stadhouder Republiki Zjednoczonych Prowincji

Początkowo Brytyjczycy usiłowali posłużyć się niderlandzkim sojusznikiem do stłumienia powstania w koloniach.
W przeciwieństwie do najemnych kontyngentów heskich i brunszwickich, niderlandzcy żołnierze niechętnie patrzyli na wizję walki o utrzymanie angielskich kolonii pod berłem królowej. Jednak Wielką Brytanię i Holandię łączył niemal stuletni sojusz, w dodatku wszystkie europejskie potęgi kolonialne bały się rozszerzenia rewolucyjnych idei niepodległościowych na ich posiadłości.
Pomimo tego w 1776 Zjednoczone Prowincje były pierwszym krajem, który uznał flagę Stanów Zjednoczonych, co pogłębiło jeszcze bardziej brytyjską nieufność wobec holenderskiego sojusznika. Nieufność ta potwierdziła się w 1778, gdy Holandia odmówiła wzięcia udziału w wojnie przeciwko Francji po stronie brytyjskiej, mimo że zobowiązywał ją do tego traktat z 1678. Ponadto Holendrzy oskarżyli Brytyjczyków o bezprawne przeszukiwanie ich okrętów handlowych w poszukiwaniu broni przemycanej dla walczących rebeliantów, twierdząc, że ich towary są traktowane przez wojsko brytyjskie jak dobra należące do przeciwnika. Zjednoczone Prowincje ogłosiły polityczną i militarną neutralność, co pozwoliło okrętom francuskim na swobodne wykorzystywanie ich bardzo korzystnie położonych kolonii jako baz zaopatrzeniowych w drodze do Azji.

## Wojna

### Wypowiedzenie wojny
Wielka Brytania wypowiedziała wojnę Holandii zanim ta zdążyła dołączyć do grupy neutralnych, wzajemnie wspierających się państw. Anglicy chcieli zapobiec potencjalnemu sojuszowi pomiędzy Holandią a Imperium Rosyjskim. Bezpośrednim powodem wojny stało się odkrycie przez Anglików sekretnego traktatu handlowego zaproponowanego przez Amsterdam Amerykanom. Holendrzy nie spodziewali się tak drastycznej reakcji ze strony Londynu. Dali Brytyjczykom świetny powód do zniszczenia pozostałości dawnej potęgi niderlandzkiej. Czwarta wojna angielsko-holenderska okazała się tragedią dla państwa holenderskiego, szczególnie jeśli chodzi o jego ekonomię.

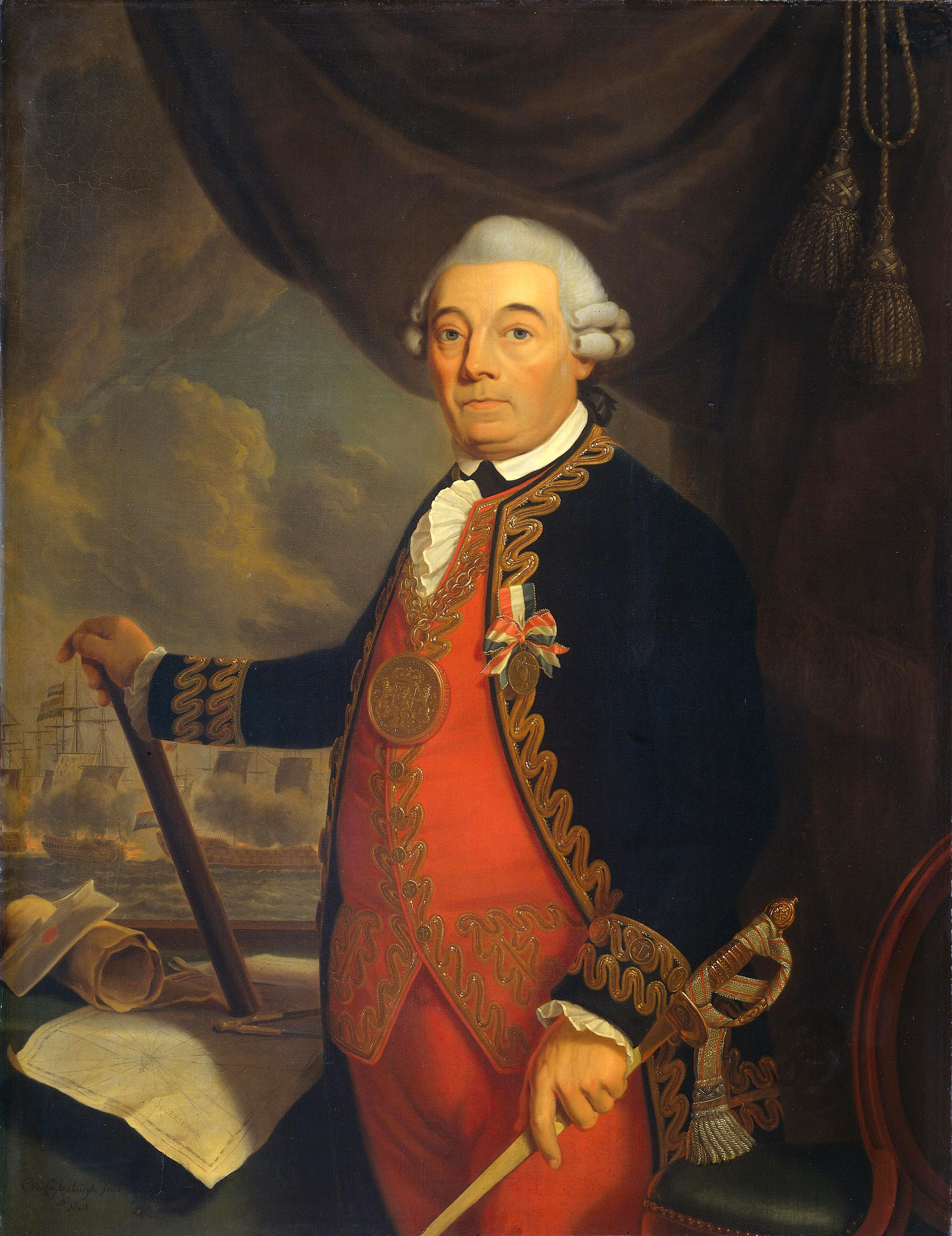
Johan Zoutman, dowódca floty holenderskiej w Bitwie na Dogger Bank

Niderlandzka flota pogrążona w stagnacji od 1712, posiadająca jedynie 20 okrętów wojennych nie stanowiła już realnego zagrożenia dla floty brytyjskiej. Wielka Brytania zdążyła wypracować sobie dominującą pozycję na morzach, zostawiając w tyle Francję po Wojnie siedmioletniej.

### Europa
Holendrzy pod dowództwem Johana Zoutmana stawili czoła Brytyjczykom w bitwie na ławicy Dogger Bank, która pozostała taktycznie nierozstrzygnięta. Przewaga brytyjska zmuszała ich jednak do dalszego unikania walki. Niderlandzkie dowództwo pośpiesznie stworzyło projekt budowy 84 okrętów w latach 1777–1789. Trzecia część floty Zjednoczonych Prowincji zatonęła (w wyniku walki, sztormów, kolizji lub wpłynięć na mielizny) lub została zdobyta przez Brytyjczyków w latach 1782–1784. Zawodziła również koordynacja z sojusznikami – Francją i Hiszpanią. Pomimo tego Brytyjczycy nie zniszczyli holenderskiej floty i nie zablokowali kraju ponieważ byli zmuszeni operować na wielu teatrach wojny rozsianych po całym świecie.

### Kolonie
Nowe okręty nie były gotowe na czas by uchronić holenderskie kolonie przed przejęciem przez Brytyjczyków. Kolejne holenderskie posiadłości (m.in. wszystkie w Indiach) były zajmowane przez Wielką Brytanię. Na początku 1782 angielski admirał Sir Edward Hughes zajął Trincomalee, holenderską faktorię na wschodnim wybrzeżu Cejlonu, która była ważnym portem w Zatoce Bengalskiej. Krótko po tym w rejonie pojawiła się francuska flota, pod dowództwem Suffrena, która rozpoczęła kampanię przeciwko Brytyjczykom. W sierpniu Francuzi odbili Trincomalee w imieniu swych sojuszników i pokrzyżowali ofensywne plany Londynu. Po tym obie floty wycofały się by zregenerować siły – brytyjska do Bombaju, francuska natomiast do holenderskich kolonii na Sumatrze. Kolejne starcia pomiędzy flotami pozostawały nierozstrzygnięte a wkrótce nadeszły wieści o pokoju.
Podobnie źle wyglądała sytuacja w Indiach Zachodnich. Adm. George Rodney zajął 3 lutego 1781 roku Sint Eustatius, zagarniając ogromne łupy; następnego dnia przepadł wiozący cenne towary konwój wraz z eskortującym go okrętem liniowym „Mars”.

## Zawieszenie broni i pokój wersalski
Republika Zjednoczonych Prowincji przyłączyła się do francusko-angielskiego zawieszenia broni w styczniu 1783. W imieniu Holandii pokój wersalski podpisał Mattheus Lestevenon. Holandia na jego mocy oddawała Wielkiej Brytanii kolonię Nagapatnam w Indiach. Cejlon wcześniej zajęty przez Brytyjczyków powracał w ręce Zjednoczonych Prowincji. Anglicy zarezerwowali sobie prawo do wolnego handlu z częścią Holenderskich Indii Wschodnich

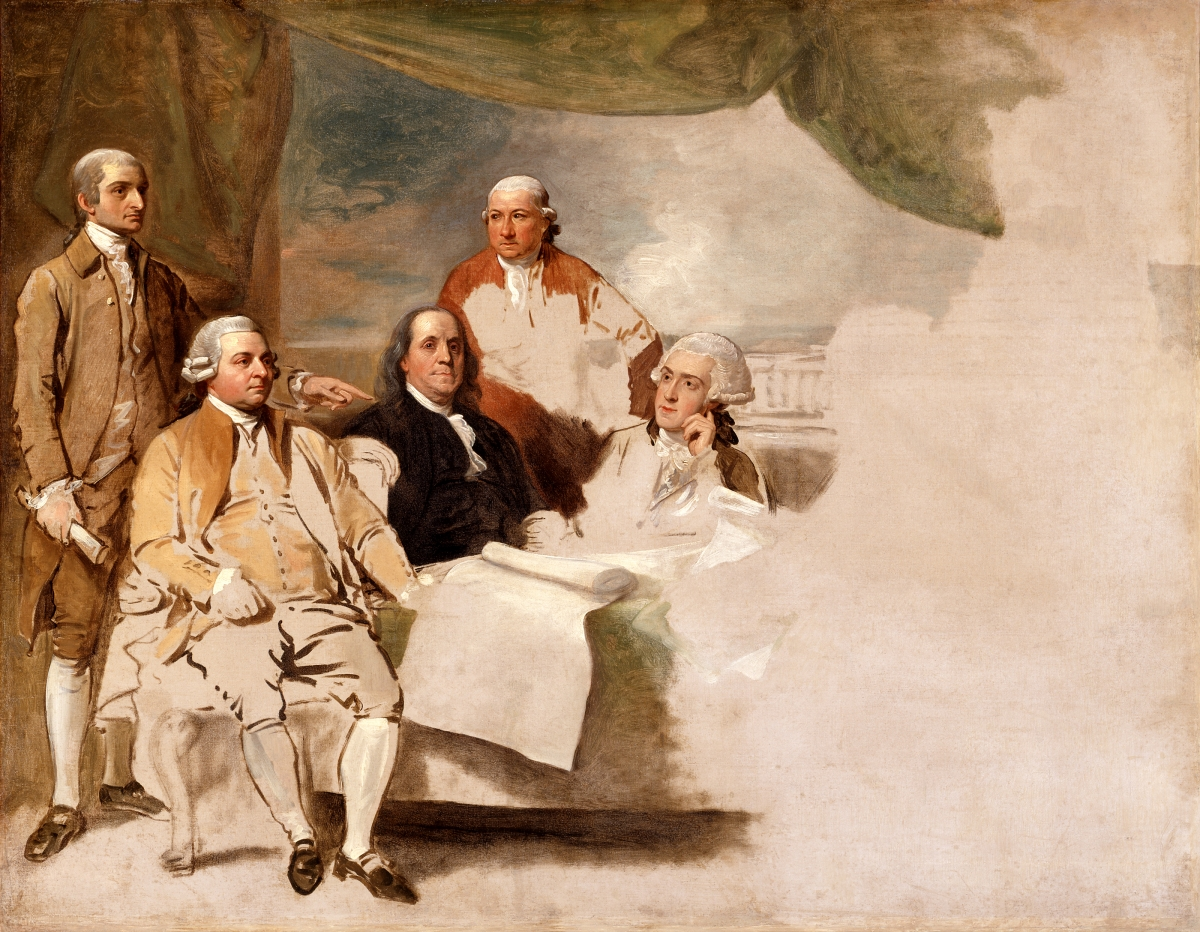
Pokój wersalski. Obraz namalowany przez Benjamina Westa. Przedstawia (od lewej do prawej): Johna Jaya, Johna Adamsa, Benjamina Franklina, Henryka Laurensa i Williama Temple Franklina. Brytyjczycy odmówili wspólnego pozowania, więc obraz nie został nigdy skończony.

## Konsekwencje
Wojna unaoczniła upadek holenderskiej potęgi w XVIII wieku. Była jednym z pośrednich czynników, które pchnęły Holandię do rewolucji w 1794. Tuż po niej na tereny niderlandzkie wkroczyli Francuzi i w miejsce Republiki Zjednoczonych Prowincji ustanowili Republikę Batawską.